# Uncharted 2: Among Thieves
Uncharted 2: Among Thieves (рус. Uncharted 2: Среди воров) — компьютерная игра в жанре приключенческий боевик с видом от третьего лица, разработанная американской компанией Naughty Dog и изданная Sony Computer Entertainment исключительно для игровой консоли Sony PlayStation 3. 7 октября 2015 года вышла переизданная версия игры для консоли PlayStation 4. Uncharted 2: Among Thieves входит в состав Uncharted: The Nathan Drake Collection, который также включает первую и третью части.

## Игровой процесс
Uncharted 2 — игра в жанре приключенческий боевик с видом от третьего лица. Главным персонажем игры является Нейтан Дрейк. Игрок может прыгать, карабкаться по стенам, уступам, верёвкам и т. д. В игре присутствует много перестрелок и большой набор оружия (от пистолетов до винтовок и гранатомётов). Одновременно игрок может нести с собой одно одноручное оружие, одно двуручное и небольшой запас гранат. Дрейк может подбирать оружие и патроны с убитых врагов, при этом подобранное оружие автоматически заменяет имеющееся оружие такого же типа. В игре существует система укрытий, из-за которых игрок может вести стрельбу по противникам. Стрельба может осуществляться прицельно или «вслепую», при этом во втором случае уменьшается точность стрельбы, но также уменьшается вероятность попадания в игрока. В игре также присутствует возможность скрытых убийств. Незаметно подкравшись к противнику, Дрейк может одним ударом убить его или сбросить с уступа. Ещё одним важным элементом геймплея является решение загадок. Ключи для их решения часто находятся в дневнике Дрейка. В игре есть моменты, когда в экстренной ситуации управление передается главному герою.
В игре спрятано 101 сокровище. Некоторые из них лежат практически на виду, а для получения некоторых необходимо забираться в труднодоступные места. Собранные сокровища можно продать за игровые деньги, а эти деньги можно потратить на покупку игровых роликов, концепт-арта, чит-кодов и прочего бонусного контента.

## Сюжет
История начинается с того, что раненый Нейтан Дрейк, очнувшись, обнаруживает, что он находится в поезде, свисающем со скалы. Позже выясняется, что его бывший друг Гарри Флинн и давняя подруга Хлоя Фрейзер предложили ему работу — украсть монгольскую масляную лампу из музея Стамбула. Нейт соглашается, когда узнаёт, что лампа может привести к сокровищам затонувшего флота Марко Поло. Гарри и Дрейк крадут лампу, которая содержит карту, показывающую, что затонувший флот перевозил камень Чинтамани из мистического города Шамбалы до того, как он был выброшен цунами на берег. Взяв карту, Флинн обманывает Дрейка, которого арестовывает подоспевшая полиция и сажает в тюрьму на три месяца. Хлоя, ничего не подозревавшая о предательстве Флинна, просит помощи у Виктора «Салли» Салливана освободить Нейта.
Нейт и Салли следуют за Флинном и его боссом Зораном Лазаревичем, сербским преступником, о котором ходят слухи, что он погиб в Борнео. С помощью Хлои, которая работает «кротом» в лагере Лазаревича, герои узнают, что на затонувшем флоте никогда не было камня Чинтамани. Они обнаруживают гробницу, в которой находятся тела пассажиров, а также находят тибетский кинжал Пхурбу и письмо, в котором Поло говорит, что следующий ключ находится в храме в Катманду, Непал. Вскоре Флинн со своими людьми появляются в гробнице и забирают письмо, а Нейт и Салли сбегают, спрыгнув со скалы в реку.
Хлоя и Натан отправляются в Непал и обнаруживают, что армия Лазаревича разрушает город, пытаясь найти нужный храм. Предполагая что храм, который они ищут, украшает символ Пхурбу, они обследуют местность с крыши местной гостиницы и находят его.
По пути в храм Нейт и Хлоя сталкиваются с Еленой Фишер и её оператором Джеффом, которые выслеживали Лазаревича, чтобы доказать, что он всё ещё жив. Вчетвером они добираются до храма и узнают, что камень и Шамбала находятся в Гималаях. Собравшись уходить, они попадают в засаду, где Джеффа ранит один из солдат Лазаревича. Несмотря на заявления Хлои оставить Джеффа, Нейт несёт его, пока их не ловят Лазаревич и его люди. Хлоя наводит пистолет на Нейта, чтобы сохранить своё прикрытие, а Лазаревич убивает Джеффа, но Дрейку и Елене удаётся сбежать. Хлоя, Гарри Флинн и Лазаревич садятся на поезд и уезжают в горы. Нейт и Елена догоняют поезд Лазаревича на украденном джипе. Нейт запрыгивает на поезд и находит Хлою, но та отказывается уходить с ним, из-за того, что он взял Елену и Джеффа с собой. В это время появляется Флинн и стреляет Нейтану в живот. Нейту ничего не остаётся кроме того, как выстрелить в газовые баллоны. В результате, взрыв уничтожает людей Флинна, и половина поезда, вместе с Дрейком, свисают с высокой скалы.
Нейт выбирается из поезда и идёт через снежную бурю. Он успевает найти Пхурбу перед тем, как падает без сознания. Он просыпается в тибетской деревне, где встречает Елену. Она представляет ему немца по имени Карл Шефер. Шефер говорит, что Пхурбу является ключом к поиску Шамбалы, но Нейт сообщает, что его это больше не интересует. Чтобы убедить его в обратном, Шефер посылает Натана и главу деревни Тэнзина найти останки людей из его экспедиции, искавшей Шамбалу 70 лет назад. Пробравшись через несколько пещер древнего храма, заполненных странными существами, Нейт и Тэнзин обнаружили, что люди Шефера были членами СС экспедиции Аненербе, и что Шефер убил их, чтобы защитить мир от силы камня. Возвратившись в деревню, они обнаруживают людей Лазаревича, которые напали на деревню. Защитив деревню, Нейт с Еленой узнают, что Шефер похищен вместе с кинжалом. Они отслеживают конвой Лазаревича, направляющийся к заброшенному монастырю. В монастыре смертельно раненый Шефер говорит Нейту, что он должен уничтожить камень. Затем Шефер умирает от полученных ран.
Нейт находит Хлою, и она отдаёт ему Пхурбу после того, как он обещает убить Лазаревича. Нейт и Елена используют Пхурбу, чтобы открыть секретный проход в Шамбалу под монастырём, но в это время появляется Лазаревич. Он приказывает Нейту открыть ворота. Когда ворота открываются, на них нападают монстры из ледяных пещер, но Лазаревичу удаётся убить их. Выясняется, что эти монстры на самом деле люди, охраняющие Шамбалу; они получают силу от камня Чинтамани и одеваются как монстры, чтобы отпугнуть любого, кто вторгнется в их город. Лазаревич собирается убить Нейта и Елену, но в это время появляется новая волна монстров, и им вместе с Хлоей удаётся сбежать.
Забравшись на вершину центрального храма, Нейт обнаруживает, что камень Чинтамани на самом деле гигантский янтарь из окаменевшей синей смолы, вросший в гигантское Дерево Жизни. Настоящей ценностью Шамбалы является синий сок дерева, который при попадании в организм делает выпившего его практически непобедимым. Когда они собираются идти за Лазаревичем, появляется раненый Флинн, который взрывает гранату, убив себя и серьёзно ранив Елену. Нейт оставляет Елену с Хлоей и отправляется остановить Лазаревича. Дрейк прибывает в то время, когда Лазаревич выпивает сок дерева, который делает его почти неуязвимым и исцеляет все его раны и шрамы. Взрывая детонирующие наросты смолы на деревьях, Нейту удаётся нанести увечья Лазаревичу, и он оставляет его на растерзание стражам. Нейт возвращается к Елене и Хлое, и они вместе бегут из разрушающегося города.
Вернувшись в деревню, Хлоя спрашивает Нейта, любит ли он Елену, и он не отрицает этого. Хлоя уходит, а в это время Салли ведёт Елену к нему. Нейт и Елена целуются, и после идут к краю скалы смотреть на заходящее за горы солнце.

## Мультиплеер
Uncharted 2 включает в себя возможность многопользовательской игры. В игре присутствуют различные режимы: от Бой насмерть до совместной игры. Кооператив поддерживает до 3-х игроков. При этом можно играть не только за Дрейка, но и других персонажей, в числе которых Елена, Хлоя, Салли и др. Игрокам необходимо совместно выполнять различные задания. Действия происходят на тех же локациях, что были и в одиночной игре. В кооперативных уровнях присутствуют места, в которых должна собраться вся команда, чтобы преодолеть очередное препятствие. Эта особенность делает невозможным прохождение уровней в одиночку. Если игрока убивают в перестрелке, то у команды есть возможность оживить его в течение некоторого времени.
Помимо совместного режима в игре представлен выбор различных видов сражений. Сражения поддерживают до десяти человек. Игроки делятся на две команды по пять человек. В игре присутствуют следующие режимы: Deathmatch (рус. Бой насмерть), Plunder (рус. Грабёж), Elimination (рус. Уничтожение), Turf War (рус. Война за территорию), King of the Hill (рус. Царь горы), Chain Reaction (рус. Цепная реакция), Gold Rush (рус. Золотая лихорадка), Survival (рус. Выживание).
В режиме «Бой насмерть» (англ. Deathmatch) игроки делятся на две команды по пять человек. Одна команда играет за героев, другая за злодеев. Игроки могут выбирать различные модели персонажей (такие как, Дрейк, Салли, Елена, Хлоя и Тэнзин). С повышением уровня игрокам открываются новые модели персонажей.
Режим «Грабёж» (англ. Plunder) похож на режим игры захват флага (Capture the Flag). Каждая команда пытается захватить сокровища, расположенные в центре карты и вернуть их на свою базу. У игрока несущего сокровища значительно снижается скорость передвижения, и он может бросить сокровище для того чтобы спрятать от соперников или передать товарищу по команде.
В режиме «Уничтожение» (англ. Elimination) две команды по пять игроков сражаются друг против друга с целью уничтожить команду соперников. В этом режиме отсутствуют респауны. Целью является уничтожение другой команды более трёх раз из пяти.
В режиме «Цепная реакция» (англ. Chain Reaction) команды должны захватывать точки в определённом порядке. На уровнях располагаются пять точек, побеждает команда захватившая больше точек.
В режиме «Царь горы» (англ. King of the Hill) команды должны захватить точку и удержать её. Команда захватившая точку получает очки за её удержание, в то время как другая команда пытается уничтожить соперников и захватить точку.
В режиме «Война за территорию» (англ. Turf War) команды захватывают базы, расположенные по всей карте. Захваченные базы приносят очки команде, захватившей их. Побеждает команда набравшая большее количество очков или захватившая все базы.
«Золотая лихорадка» (англ. Gold Rush) — кооперативный режим, где 2-3 игрока объединяются чтобы заполучить сокровища, находящиеся на карте. Каждый раз сокровища появляются в случайных местах и к тому же игрокам мешают противники, управляемые компьютером.
«Выживание» (англ. Survival) — ещё один кооперативный режим, в котором 2-3 игрока объединяются с целью выстоять против большого числа врагов. Всего игроки должны выдержать десять волн врагов, при этом с каждым раундом враги становятся сильнее и их становится больше.

## Награды
| Сводный рейтинг       | Сводный рейтинг           |
| Агрегатор             | Оценка                    |
| --------------------- | ------------------------- |
| GameRankings          | 96,43 %                   |
| Metacritic            | 96/100(105 обзоров)       |
| Иноязычные издания    |                           |
| Издание               | Оценка                    |
| 1UP.com               | A+                        |
| CVG                   | 10/10                     |
| Edge                  | 9/10                      |
| Eurogamer             | 10/10                     |
| G4                    | 5/5                       |
| Game Informer         | 10/10 (Другое мнение: 10) |
| GamePro               | [ 10 ]                    |
| GameSpot              | 9,5/10                    |
| GameSpy               | [ 12 ]                    |
| GamesRadar+           | 10/10                     |
| GameTrailers          | 9,3/10                    |
| IGN                   | 9,5/10                    |
| OPM                   | 5/5                       |
| PSM3 (France)         | 21/20                     |
| Русскоязычные издания |                           |
| Издание               | Оценка                    |
| Absolute Games        | 89 %                      |

Uncharted 2 получила высокие отзывы критиков, а также была удостоена множества наград за лучшую графику и анимацию. «Игра года» в 2009 году
Uncharted 2: Among Thieves получила премию BAFTA в области игр 2010 года в номинациях «Action», «Original Score», «Story» и «Use Of Audio».